# 공업 고등학교
공업 고등학교는 공업에 특화된 실업계 고등학교이다.
실업계 고등학교(실업계고)에는 크게 상업 고등학교(상고), 공업 고등학교(공고), 농업 고등학교(농고)의 세가지 계열이 있다. 2019년 4월 12일 정부에서는 실업계고의 명칭을 전문계 고등학교(전문계고)로 변경하였다. '공고'는 '산업고'나 '로봇고'로, '상고'는 '정보산업고'나 '인터넷고'나 '정보고'로 학교명을 바꾸는 경향이 있다.

## 같이 보기
- 상업 고등학교
- 농업 고등학교
- 마이스터 고등학교